# S 5 (väg)
| ს 5 |

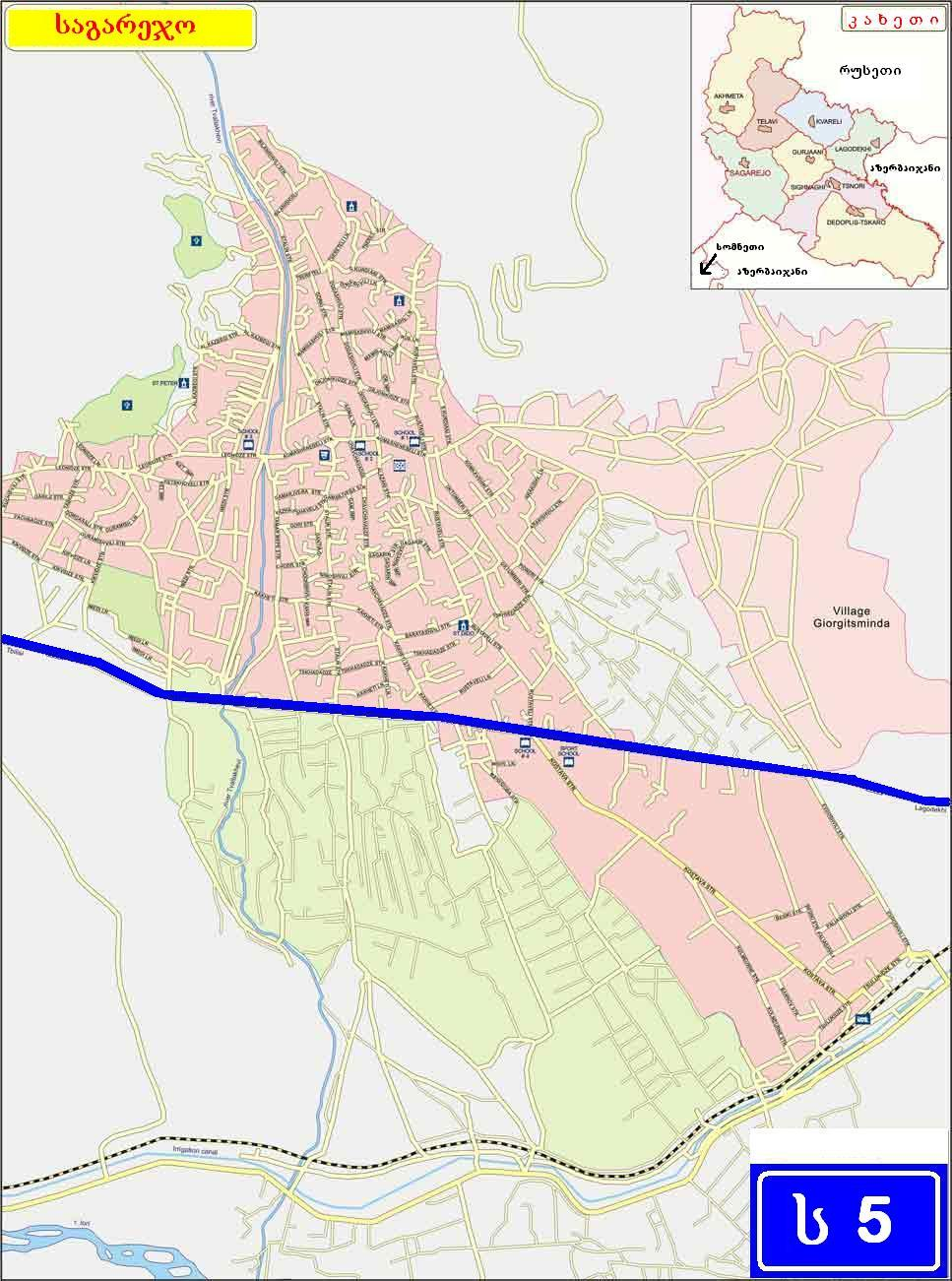
ს 5 vid Sagaredzjo.

S 5, egentligen ს 5 (georgiska: საქართველოს საავტომობილო მაგისტრალი, Sakartvelos saaktomobilo magistrali) är en av de största vägarna i Georgien inom ს-vägsystemet. Vägen startar i Lagodechi och slutar vid gränsen mot Azerbajdzjan.